# فيضانات كوريا الجنوبية 2023
أدى هطول الأمطار الغزيرة خلال موسم الأمطار في شرق آسيا عام 2023 إلى حدوث فيضانات وانهيارات أرضية شديدة في جميع أنحاء كوريا الجنوبية، مما أثر على السكان في مقاطعتي تشونغتشونغ الشمالية وغيونغسانغ الشمالية. قُتل ما لا يقل عن 47 شخصًا وعُدَّ ثلاثة في عداد المفقودين حتى 22 يوليو 2023. ويُعد هطول الأمطار هذه المرة هو الأشد في كوريا الجنوبية منذ 115 عامًا.

## تمهيد
يبدأ موسم الرياح الموسمية في كوريا الجنوبية عادة في يونيو وينتهي في بداية أغسطس. وعادة ما تتعرض البلاد لأمطار موسمية غزيرة، وتُعد تضاريسها الجبلية سببًا في زيادة فرصة تعرضها للانهيارات الأرضية، وتُعد الخسائر المبلغ عنها هذا الموسم أعلى من المعتاد.
قال أحد خبراء الفيضانات من المعهد الوطني لبحوث إدارة الكوارث في كوريا الجنوبية، إن هطول الأمطار في المناطق الريفية من البلاد، والتي يصعب مراقبتها والوصول إليها، قد تكون سببًا لارتفاع عدد القتلى. وذكر أيضًا أن تغير المناخ كان سببًا محتملًا، حيث كان المطر في كوريا الجنوبية يأتي في رشقات أكثر كثافة بدلاً من انتشاره على مدى فترة زمنية أطول بسبب الاحترار، مما يجعل من الصعب الاستعداد للفيضانات. ذكر العلماء أيضًا أن حالة ارتفاع درجة حرارة المناخ قد أدت على الأرجح إلى المزيد من الفيضانات في جميع أنحاء العالم حيث ضربت الفيضانات الشديدة أيضًا الهند واليابان والصين.

## التأثير

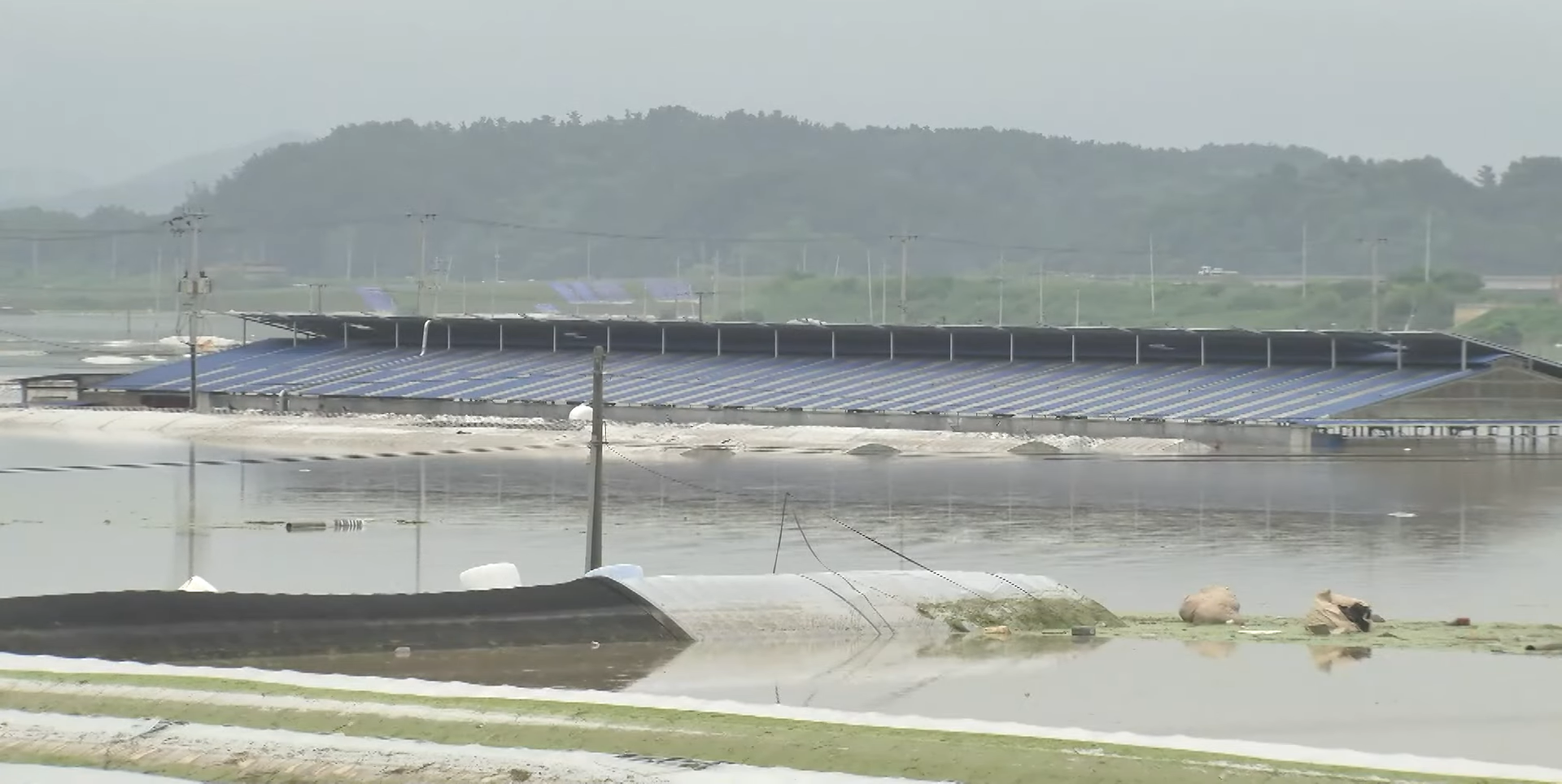
الأراضي الزراعية المغمورة

أصيب العديد من الأشخاص عندما تسببت الأمطار الغزيرة في انهيارات أرضية وفيضان أحد السدود في تشونغتشونغ الشمالية، مما أدى إلى إخلاء أكثر من 9200 منزل وأكثر من 14400 شخص في جميع أنحاء البلاد. في 17 يوليو، أفادت وكالة أنباء يونهاب أن 628 منشأة عامة و317 ملكية خاصة تضررت بسبب الأمطار الغزيرة. وفقًا لوزارة الداخلية والسلامة، تضررت أو غمرت المياه أكثر من 31,000 هكتار (77,000 أكر) من الأراضي الزراعية ونفقت 797 ألف رأس من الماشية. وفي 19 يوليو، أفادت يونهاب أن 1101 من المباني العامة و1047 من المباني الخاصة قد تضررت بسبب الفيضانات، خاصة حول مقاطعة تشونغتشونغ الجنوبية. كما أفادت وكالة يونهاب أن 471 منزلاً قد غُمرت بالمياه وتضرر 125 منزلًا آخر.
قُتل ما لا يقل عن 22 شخصًا في غيونغسانغ الشمالية وقتل أربعة آخرون في مقاطعة تشونغتشونغ الجنوبية.

### حادثة نفق Gungpyeong رقم 2
في تشونغجو، قُتل 14 شخصًا عندما حوصرت سياراتهم في نفق غونبيونغ رقم 2 بعد انهيار ضفاف نهر ميهو في 15 يوليو. قدَّر مسؤولو الإطفاء أن النفق امتلأ بالمياه في دقيقتين إلى ثلاث دقائق، مما أدى إلى محاصرة 15 مركبة في النفق. شارك تسع مئة من رجال الإنقاذ، بما في ذلك الغواصين، في البحث في النفق.
وصدر تحذير من الفيضانات قبل أربع ساعات من وقوع الحادث، مما دفع البعض إلى انتقاد السلطات المحلية وحكومة المقاطعة لعدم إغلاق النفق.

### فيضان السد
في مقاطعة هواسون، حدث فيضان سد دونجبوك، الذي يوفر إمدادات المياه لمدينة غوانغجو القريبة، حيث تدفق 800 ألف طن في الساعة. أوصت مقاطعة هواسون بإخلاء 10 قرى منخفضة الارتفاع. هذا الحادث هو تكرار لحدث مماثل من عام 2020، حيث تسبب فيضان آخر في غمر 30 منزلاً. بسبب قدرة السد المحدودة على التحكم في الفيضانات (وهو في الأساس سد إمداد بالمياه)، دعا السكان إلى إعادة تصميم السد.

### الانهيارات الأرضية
في 15 يوليو، وقع انهيار أرضي في قرية بيكسيوك ري، هيوجا ميون، مقاطعة يتشيون، مما أسفر عن مقتل خمسة من كبار السن، وهناك شخص واحد يُعد في عداد المفقودين.

### مواقع التراث الثقافي
تضرر خمسون موقعًا من مواقع التراث الثقافي بسبب الأمطار الغزيرة، بما في ذلك منازل تعود لحقبة جوسون -يرا هانوك في مقاطعة غيونغسانغ الشمالية، ومنزل مانهو التاريخي في مقاطعة بونغهوا، الذي تعرض لأضرار نتيجة الانهيار الأرضي، وجناح تشوغان جيونغ في مقاطعة يتشيون. وشملت المواقع المتضررة الأخرى قلعة Gongsanseong وMungyeong Saejae.

## استجابة الحكومة
دعا رئيس الوزراء هان دوك سو إلى نشر القوات المسلحة لإجراء عمليات البحث والإنقاذ بسبب تعطل خدمات السكك الحديدية في كوريا الجنوبية. أشار الرئيس يون سوك يول إلى تغير المناخ يُعد سببًا محتملًا، قائلاً إن "هذا النوع من أحداث الطقس المتطرفة سيصبح أمرًا شائعًا... يجب أن نتقبل حدوث تغير المناخ، ونتعامل معه". وأضاف: "لم يعد بإمكاننا القول بأن مثل هذا الطقس غير الطبيعي غير طبيعي". كما دعا إلى ضرورة تحديث أنظمة مراقبة منسوب المياه. حدد يون ثلاث عشرة منطقة "مناطق كوارث خاصة"، مما يجعلها مؤهلة للحصول على دعم مالي في جهود الإغاثة. في مؤتمر صحفي، طلبت وزارة التوحيد من حكومة كوريا الشمالية إخطار حكومة كوريا الجنوبية بأي خطط لإطلاق المياه من سد Hwanggang.
منذ 15 يوليو، جرى تعليق القطارات العامة وخدمة KTX في المناطق المتضررة. وأعلنت شركة كورايل، مشغل السكك الحديدية، أن القطارات المتضررة ستستأنف العمل بمجرد الانتهاء من عمليات التحقق من الأضرار الهيكلية. في 17 يوليو، قام الرئيس يون بزيارة مقاطعة غيونغسانغ الشمالية. وفي نفس اليوم، بدأت حكومته تدقيقًا يبحث في كيفية التعامل مع الفيضانات، لا سيما في حادث النفق.